# Ростральная колонна (Владивосток)
Ростральная колонна — архитектурное сооружение на въезде во Владивосток.

## История
В январе 1959 года Владивостокским городским Советом депутатов и трудящихся была создана юбилейная комиссия по подготовке празднования юбилея города и создания монумента в честь основания города. Вскоре был представлен проект гранитной стелы: колонна, увенчанная бронзовой моделью транспорта «Маньчжур», а внизу статуя моряка-тихоокеанца, жестом приглашающего во Владивосток. Статуя моряка и модель транспорта были отлиты на Мытищинском заводе. Гранитную стелу не успели сделать к юбилею, и была сооружена временная бетонная шестигранная колонна. На постаменте статуи высечены слова Ленина: «Владивосток далеко, но ведь это город-то нашенский…». Открытие монумента состоялось 2 июля 1960 года.
В 1970-е годы вернулись к вопросу о стеле. Вместо временной её заменили 25-метровой колонной, также из бетона, с декоративным покрытием.

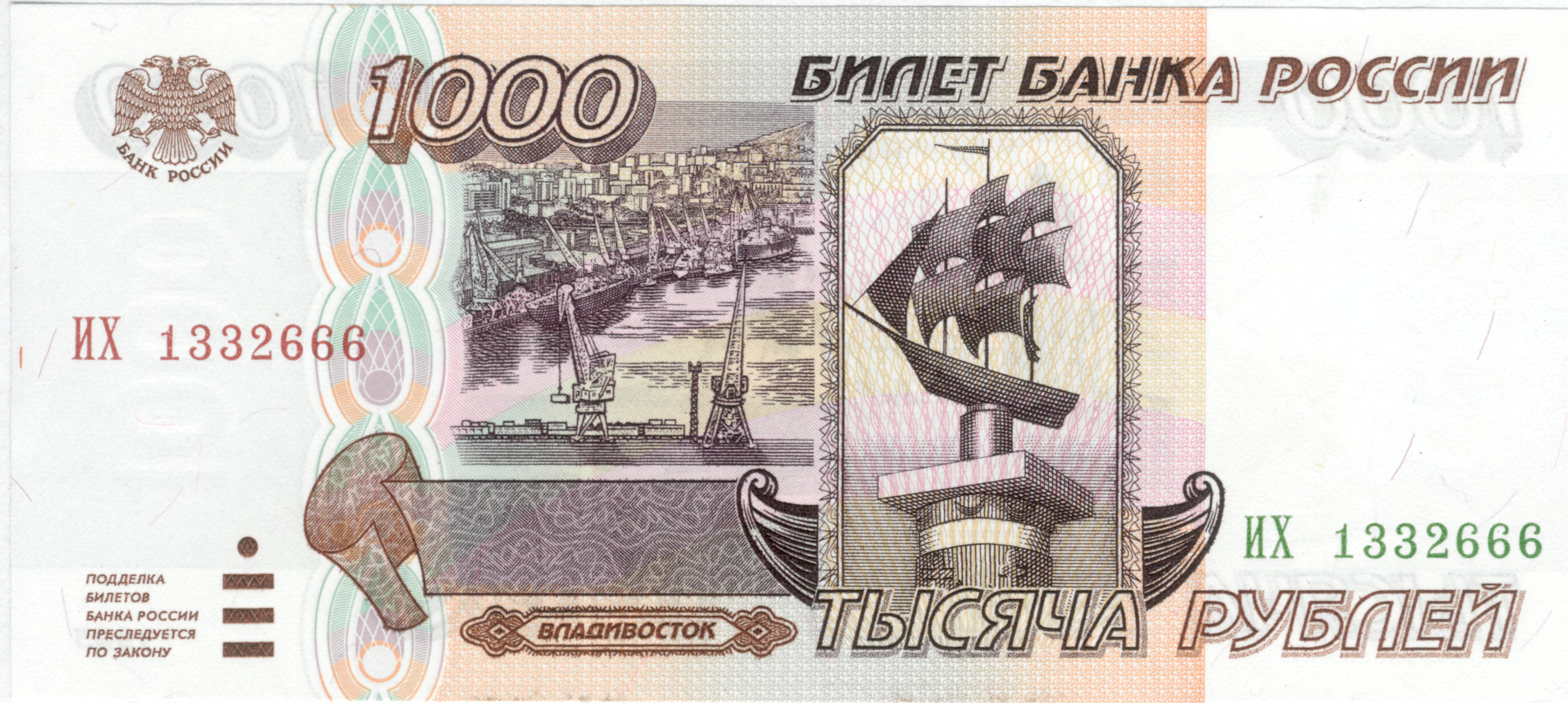
Изображение Ростральной колонны на банкноте России.

Верхняя часть владивостокской ростральной колонны изображена на банкноте достоинством 1000 рублей образца 1995 года ЦБ России, которая была выведена из обращения 1 января 1998 в связи с деноминацией.
В 2010 году проводились реставрационные работы по восстановлению элементов бетонного цоколя, капители, бронзовой скульптуры моряка, на бескозырку которого возвращены отсутствующие ленточки, а также скульптурных элементов, пьедестала под скульптуру корабля. Колонна облицована по специальной технологии «жидким камнем», что обеспечивает прочное покрытие. В 2012 году в рамках подготовки Владивостока к саммиту АТЭС-2012, колонна была развёрнута на 180 градусов, в сторону построенной недавно автомагистрали.
Ростральная колонна в честь 100-летия Владивостока является местом свадебных прогулок не только для молодожёнов Владивостока, но и для новобрачных города Артёма и Надеждинского района.